# 国鉄ホキ7200形貨車
国鉄ホキ7200形貨車（こくてつホキ7200がたかしゃ）は、かつて日本国有鉄道（国鉄）及び1987年（昭和62年）4月の国鉄分割民営化後は日本貨物鉄道（JR貨物）に在籍したホッパ車である。

## 概要
本形式はセメントの原料である石灰石輸送用として1968年（昭和43年）1月29日に5両（ホキ7200 - ホキ7204）が日立製作所にて製作された40 t積の私有貨車である。
所有者は生涯大阪セメントの1社のみであり、近江長岡駅を常備駅として中京地区で運用された。
無蓋ホッパ車であり、セラ1形を2両切りつないだ様な外観をしている。ホッパ下部は4分割されているため、底扉及びその開閉レバー（手動式）も4箇所あった。
荷役方式は、上入れ、底開きによる下出し式である。
全長は11,850 mm、全幅は2,724 mm、全高は2,690 mm、台車中心間距離は8,250 mm、実容積は27.6 m3、自重は15.4 tで、換算両数は積車5.5、空車1.6である。台車は14 t車軸を使用したスリーピース形状のTR210である。
1991年（平成3年）9月に全車（5両）一斉に廃車となり形式消滅した。